# 田岡美也子
田岡 美也子（たおか みやこ、1947年12月5日 - ）は、日本の俳優。エム・カンパニー所属。大阪府出身。

## 略歴
大阪府立大阪女子大学（現在・大阪府立大学）卒業。学生演劇に参加していたことがきっかけで女優を志す。劇団俳優小劇場付属養成所後、早稲田小劇場（現在のSCOT）を経て、東京乾電池に参加。舞台を中心に活動する傍ら、TVや映画へも出演。
特技・ジャズダンス、日舞。趣味・ギター、ヨガ、水泳。猫を5匹飼っている。

## 出演

### 映画
- So What（1988年）
- ぼくらの七日間戦争（1988年）
- 帝都大戦（1989年）

### テレビドラマ
- NHK
  - たけしくん、ハイ!（1985年） ‐ 伊藤明代 役
  - ゆっくりダイエット
  - 花も実もある（1990年）
  - どんまい!（2005年）

- 日本テレビ系
  - 誇りの報酬「爆走!カージャック大追跡」（1986年） - 中学校教諭 役
  - ナースステーション

- TBS系
  - 金田一耕助の傑作推理 殺人鬼
  - いつか誰かと（1990年）
  - 私の生徒は12人（1992年）
  - ホテル
  - 野々山家の人々
  - 職員室（1998年）
  - ぐっどあふたぬ〜ん（1998年）
  - コスメの魔法 Season2（2005年） - 栗原洋子 役
  - 神の舌を持つ男（2016年）
  - 月曜ゴールデン
    - 弁護士高見沢響子10（2009年） - 佐伯房江 役

- フジテレビ系
  - 女は男をどう変える
  - 愛しあってるかい!
  - 教師びんびん物語
  - 一枚の写真（1988年）
  - 愛という名のもとに（1992年）
  - ナースのお仕事4（2002年）
  - 金曜エンタテインメント 女マネージャー金子かおる 哀しみの事件簿1（2002年） - 佐々木恵美子 役
  - 幸せ咲いた〜結婚相談所物語〜（2003年）
  - 愛のソレア（2004年）
  - 花衣夢衣（2008年）
  - 悪魔の手毬唄（2009年）
  - 花嫁のれん（2010 - 2015年） ‐ 熊谷節子 役

- テレビ朝日系
  - 迷宮課刑事おみやさん 第3話「15年前愛妻を殺されてゲイに変身した夫が今日…！」（1985年8月16日）
  - はぐれ刑事純情派 第3シリーズ 第5話「通り魔に襲われた主婦」（1990年5月2日）
  - 土曜ワイド劇場 石狩川殺人水系・海流があばいた美女失跡トリック（1994年1月29日）
  - 新・警視庁捜査一課9係 season3 第2話「殺人バースディ」（2011年7月13日）
  - 京都地検の女 第9シリーズ 第4話「若者5人が暮らすシェアハウスで放火事件が発生!」（2013年8月15日）
- 相棒（2017年） - 寺内早苗 役
- おかしな刑事15（2017年） - 梅木早苗 役
- 刑事7人 シーズン6 第5話「夏だ!キャンプだ!刑事たちの休日!3人消える伝説の村の謎」（2020年9月3日）- 野上悦世 役

- テレビ東京系
- 松本清張ドラマスペシャル・白い闇（1996年）
- 女と愛とミステリー 「松本清張特別企画・ガラスの城」（2001年） - 柳沢早苗 役
- 月曜プレミア8 「越境捜査」（2020年） - 小林智子 役

### 舞台
- 「パパのデモクラシー」（1995年）
- 「ホトトギス」（1999年）
- 「片づけたい女」
- 「る・ばる」
- 「贋作・罪と罰」（NODA・MAP）
- 「女殺し油の地獄」「カモメ」（セゾン劇場）
- 「危険な関係」（パルコ劇場）
- 「桜の園」（松竹）
- 「くたばれハムレット」（加藤健一事務所）
- 「時の物置」,「パパのデモクラシー」,「僕の東京日記」,「兄帰る」(二兎社）
- 「こんにちは母さん」（新国立劇場）
- 「マクベス」,「マッチ売りの少女」（TPT）
- 「きみのともだち」,「不思議の国のアリス」,「秋のエチュード」（MODE）
- 「ラ・ポロネーズ」（一人芝居・自主公演）
- 「ダブルアルバム」（2011年）

### CM
- ファンケル